# Quake II
Quake II – strzelanka pierwszoosobowa autorstwa id Software, wydana 30 listopada 1997 roku przez Activision. Wbrew numeracji i temu samemu tytułowi, Quake II nie jest bezpośrednią kontynuacją wydanego rok wcześniej Quake'a. Ścieżka dźwiękowa do gry została stworzona przez artystę o pseudonimie Sonic Mayhem oraz kompozytora Billa Browna. Redaktor magazynu „Neo Plus”, Marcin Górecki, zrecenzował Quake’a II w wersji na Nintendo 64 i wystawił jej ocenę 8/10.

## Fabuła
Akcja rozgrywa się w bliżej nieokreślonej przyszłości. Gracz, wcielając się w rolę jednego z obrońców Ziemi, bierze udział w desperackiej operacji Alien Overlord, wymierzonej przeciwko Stroggom, mającej na celu nie dopuścić do ich ostatecznej inwazji na rodzimą planetę głównego bohatera. Ofensywa Ziemian zostaje jednak szybko odparta, a wszyscy jej uczestnicy, z wyjątkiem gracza, giną lub dostają się do niewoli. Cudem ocalały z katastrofy marine, musi w pojedynkę wypełnić powierzoną mu misję — uratować Ziemię, przed atakiem Stroggów.
Kontynuacją linii fabularnej Quake'a II jest Quake 4.

## Rozgrywka
Poza trybem dla pojedynczego gracza Quake II oferuje również możliwość rozgrywki wieloosobowej, która pozwala na prowadzenie pojedynków w najbardziej popularnych trybach, tj. FFA (Free For All; odpowiednik klasycznego Deathmatchu), TDM (Team Deathmatch) czy CTF (Capture the Flag). Możliwa jest także rozgrywka w trybie kooperacji z innym graczem/graczami.

## Dodatki
Do gry istnieją trzy oficjalne rozszerzenia:
- The Reckoning – wydany 30 maja 1998, wyprodukowany przez Xatrix Entertainment i wydany przez Activision.
- Ground Zero – wydany 31 sierpnia 1998, wyprodukowany przez Rogue Entertainment i wydany przez Activision.
- Netpack I: Extremities – wydany 26 listopada 1998 – zestaw najlepszych dodatkowych map, modeli i modyfikacji stworzonych przez społeczność graczy, zebrany przez id Software i wydany przez Activision.